# Denkmal der gefallenen Diplomaten

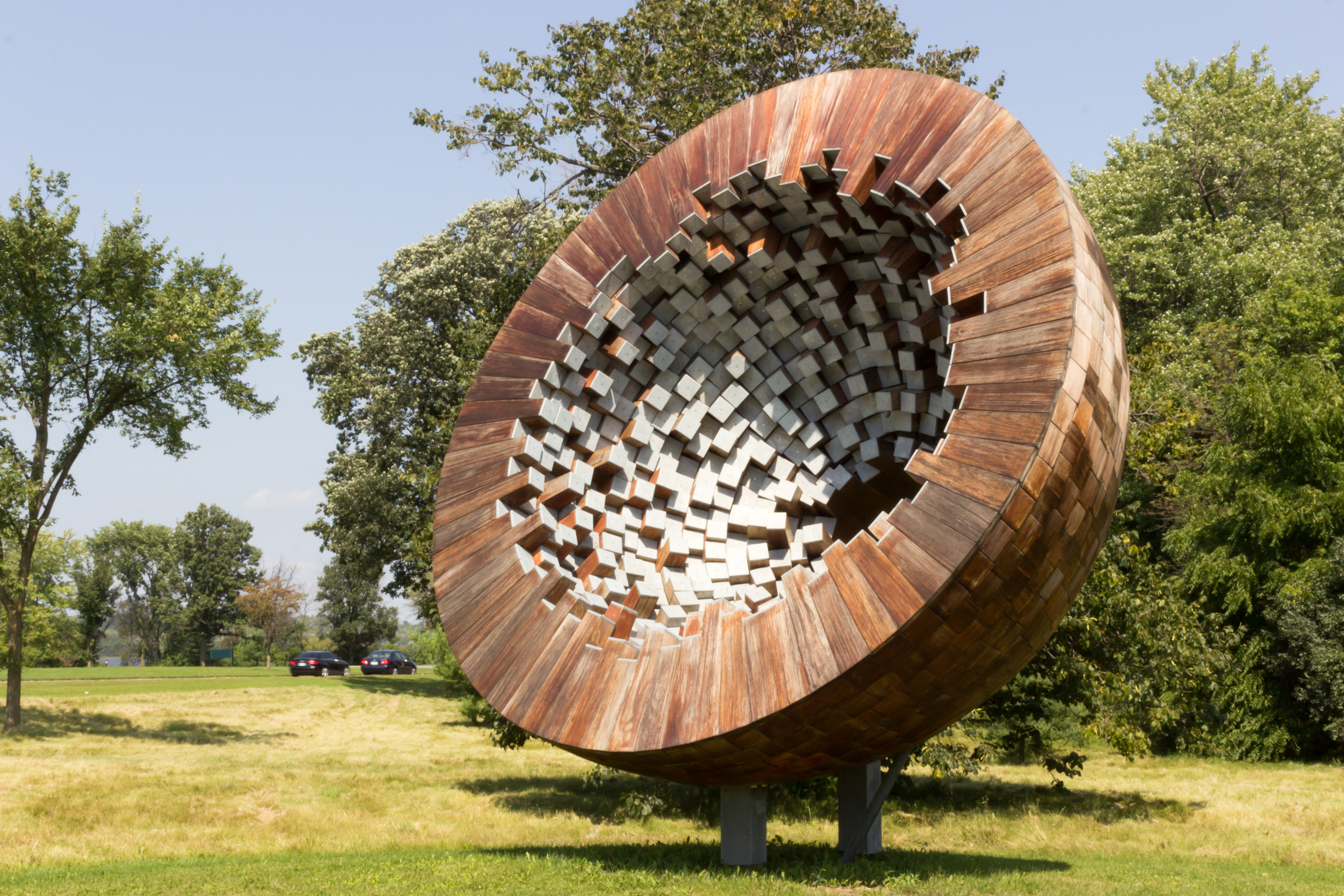
Das Denkmal

Das Denkmal der gefallenen Diplomaten (türkisch: Şehit Diplomatlar Anıtı, englisch: Monument to Fallen Diplomats) ist ein Denkmal in Ottawa.

## Hintergrund
Der türkische Militärattaché Oberst Atilla Altıkat wurde am 23. August 1982 um 09:00 Uhr auf dem Weg zur Botschaft der Republik Türkei in Ottawa durch Mitglieder der Gerechtigkeitskommandos des armenischen Völkermords ermordet. Altıkat hielt seinen Wagen vor einer roten Ampel an der Kreuzung Macdonald Parkway/Island Park Drive. Der Wagen der Terroristen hielt neben seinem und ein Terrorist stieg aus, um im selben Moment neun Schüsse mit einer FN Browning Modell 1903 auf Altıkat abzugeben.

## Inschrift
Übersetzung aus dem Türkischen:

„Dieses Denkmal wurde dem Andenken des durch ein Attentat, ausgeführt von Terroristen, am 29. August 1982 an dieser Kreuzung verstorbenen Militärattachés der Botschaft der Republik Türkei in Ottawa Oberst Atilla Altıkat gewidmet. Dieses allen während ihres Dienstes im Ausland gefallenen Diplomaten und Staatsbediensteten gewidmete Denkmal gibt Zeugnis über die von Kanada und der Türkei geteilten Prinzipien des bleibenden Friedens, der Freiheit und des gemeinsamen Zusammenlebens. Das Denkmal symbolisiert, mit seiner perfekten Kugelform, die letzte Ruhestätte der Gefallenen. Die zum Himmel gerichtete breite Seite der Kugel öffnet sich in Richtung der ‚Tür der Ewigkeit‘, die auf die Erde gerichtete schmale Seite öffnet sich in Richtung des ‚Zeittunnels‘. Jedes einzelne Metallprisma im Inneren des Denkmals symbolisiert die Gefallenen, die ihr Leben opferten. Das im Inneren des ‚Zeittunnels‘ befindliche Prisma lässt das Andenken an den gefallenen Oberst Atilla Altıkat weiterleben. Mögen die Seelen der Gefallenen gesegnet sein und möge ihre letzte Ruhestätte der Himmel sein.“

## Einweihung
Das Denkmal wurde am 20. September 2012 durch den türkischen Außenminister Ahmet Davutoğlu und dem kanadischen Außenminister John Russell Baird eröffnet.